# 상카르샤나
상카르샤나(IAST Saṃkarṣaṇa, "쟁기꾼"), 나중에 발라라마로 알려진 그는 마투라 지역의 브리슈니족의 왕인 바수데바 아나카둔두비의 아들이었다. 그는 브리슈니 영웅의 주요 구성원이었고, 마투라 지역의 고대 역사적 통치자였을 가능성이 높다. 상카르샤나와 바수데바의 숭배는 기원전 4세기경부터 인도에서 개인 신 숭배의 가장 초기 형태 중 하나로 역사적으로 입증되었다.
바수데바와 상카르샤나의 숭배는 나중에 비슈누파를 형성하기 위해 합쳐진 나라야나, 슈리, 락슈미의 숭배와 함께 주요 독립 숭배 중 하나였다. 비슈누파의 아바타라 교리에 따르면, 비슈누는 세상을 구하기 위해 다양한 형태로 나타나며, 바수데바와 상카르샤나도 이러한 형태 중 일부이자 가장 인기 있는 형태 중 일부로 이해되었다. 이 과정은 기원전 4세기부터 바수데바와 상카르샤나가 독립적인 신이었던 시기부터, 기원후 4세기에 이르러 비슈누가 통합된 비슈누 숭배의 중심 신으로서 훨씬 더 중요해지고 바수데바와 상카르샤나가 이제 그의 현현 중 일부가 된 시기까지 지속되었다.
서사시와 푸라나 전승에서 상카르샤나는 라마, 발라데바, 발라라마, 라우히네야 또는 할라유다라는 이름으로도 알려졌으며, 바수데바의 형으로 제시된다.
처음에는 상카르샤나가 그의 남동생 바수데바보다 우선권을 가졌던 것으로 보인다. 이는 박트리아의 아가토클레스 왕(기원전 190~180년)의 주화 앞면에 나타나고, 고순디 비문에서와 같이 일반적으로 명명 순서에서 먼저 나타나기 때문이다. 나중에 이 순서는 뒤바뀌어 바수데바가 둘 중 가장 중요한 신이 되었다.

## 특징

### 신으로서의 진화

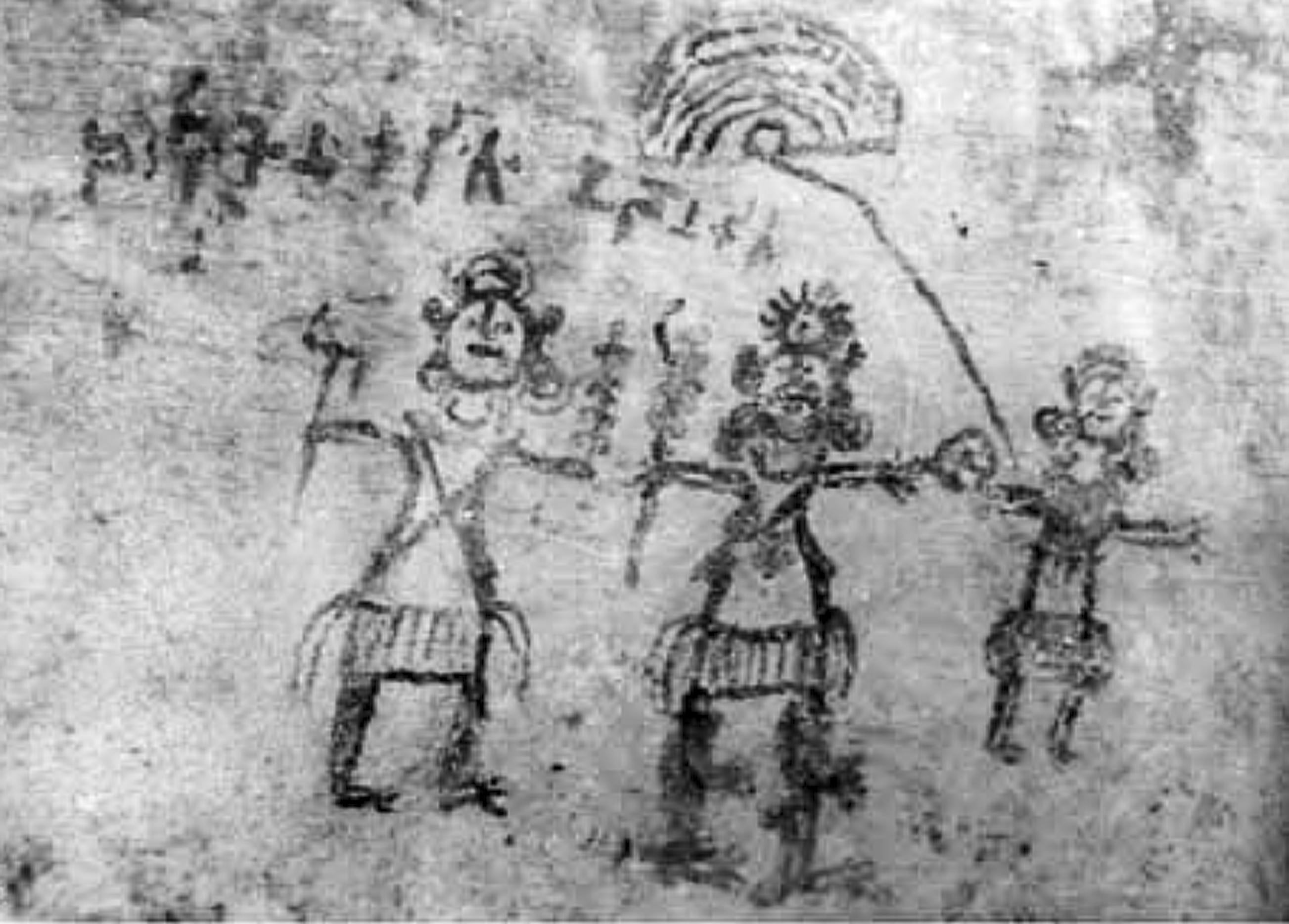
기원전 3~2세기 티클라의 암벽화에 묘사된 상카르샤나, 바수데바, 그리고 여신 에카남샤

바수데바와 상카르샤나에 대한 믿음은 마투라 지역의 브리슈니 씨족에 속한 역사적 인물 숭배에서 발전했을 수 있다. 그들은 다섯 "브리슈니 영웅"의 주요 구성원이다.
영웅신 상카르샤나는 다음의 단계적인 과정을 거쳐 비슈누파 신으로 진화했을 것으로 생각된다. 1) 바수데바와 상카르샤나가 이끌던 브리슈니 영웅의 신격화, 2) 신 나라야나-비슈누와의 연관성, 3) 신의 연속적인 발현인 뷰하 개념에 통합. 금석학적으로 상카르샤나의 신격화된 지위는 박트리아의 아가토클레스 (기원전 190-180년)의 주화에 그의 모습이 나타남으로써 확인된다. 후에 상카르샤나와 나라야나 (비슈누)의 연관성은 기원전 1세기 하티바다 고순디 비문에 의해 확인된다. 기원후 2세기경에는 "아바타라 개념이 초기 단계에 있었고", 쿠샨 제국 말기에 마투라의 미술에서 바수데바, 상카르샤나를 포함하고 삼바를 제외한 비슈누의 네 가지 발현(즉 차투르뷰하)의 묘사가 나타나기 시작한다.
하리밤사는 크리슈나 바수데바, 상카르샤나, 프라듐나, 아니룻다 사이의 복잡한 관계를 묘사하며, 이는 나중에 1차 4중 확장, 즉 차투르뷰하라고 불리는 비슈누파 개념을 형성한다.
삼카르샤나의 이름은 나네가트 동굴 비문과 하티바다 고순디 비문 모두에서 처음으로 금석학적으로 나타나며, 이 둘은 기원전 1세기로 거슬러 올라간다. 이 비문들에서 삼카르샤나는 바수데바보다 먼저 나타나는데, 이는 상위성과 우선권을 시사한다.

#### 베스나가르의 상카르샤나 상징 (기원전 100년경)
헬리오도루스 기둥 근처 베스나가르에서 다양한 조각과 기둥머리가 발견되었으며, 이는 바수데바의 친족들, 즉 브리슈니 영웅이자 바가바타 숭배의 대상에게 헌정된 것으로 여겨진다. 이들은 탈라(부채야자 기둥머리), 마카라(악어) 기둥머리, 반얀나무 기둥머리, 그리고 바가바트 숭배와도 관련 있는 락슈미 여신상일 가능성이 있는 조각상이다. 가루다가 바수데바와 관련되듯이, 부채야자 기둥머리는 일반적으로 샹카르샤나와 관련되며, 마카라는 프라듐나와 관련된다. 아슈타니디들이 있는 반얀나무 기둥머리는 락슈미와 관련된다.
헬리오도루스 기둥 근처에서 발견된 이 기둥머리의 존재는 바가바타 신앙이 바수데바와 삼카르샤나의 인물들을 중심으로 하기는 했지만, 다른 브리슈니 신들의 숭배도 포함했을 수 있음을 시사한다.
그의 변형동물형에서 상카르샤나는 사자와 관련이 있다.

#### 그리스 신화와의 유사점
상카르샤나는 그리스 신 제우스의 아들인 디오니소스와 비교되는데, 둘 다 쟁기와 와인, 그리고 레슬링과 미식에 대한 선호를 공유하기 때문이다. 아리아노스는 그의 인디카에서 메가스테네스의 말을 인용하여 인도에 있는 디오니소스에 대해 이렇게 썼다.
 디오니소스에 대해 그는 이렇게 쓴다: "그러나 디오니소스는 와서 사람들을 정복한 후, 도시를 세우고 이 도시에 법을 주었으며, 그리스인들에게 그랬던 것처럼 인도인들에게 와인 사용을 도입하고, 그들에게 땅을 경작하는 방법을 가르쳤고, 그 목적을 위해 씨앗을 직접 제공했다. (...) 또한 디오니소스가 처음으로 소를 쟁기에 묶고 많은 인도인들을 유목민에서 농민으로 만들었으며, 그들에게 농업 도구를 제공했다고 한다. 그리고 인도인들은 다른 신들을 숭배하고, 특히 디오니소스 자신을 심벌즈와 북으로 숭배하는데, 그가 그렇게 가르쳤기 때문이라고 한다. 그리고 그는 또한 인도인들에게 신을 기리기 위해 머리를 길게 기르고 터번을 쓰도록 가르쳤다."— 아리아노스, 인디카, 제7장.

#### 바쿠스적인 광란
초기부터 스마르카사나에 대한 믿음은 와인 남용과 연관되어 있었고, 디오니소스 신앙의 바쿠스적인 특징 또한 상카르샤나 신앙에서 발견된다. 마하바라타는 스마르카사나의 또 다른 이름인 발라데바의 바쿠스적인 광란에 대해 언급하며, 그는 종종 술에 취한 상태로 잔을 들고 있는 모습으로 묘사된다.

## 나네가트 비문 (기원전 1세기)

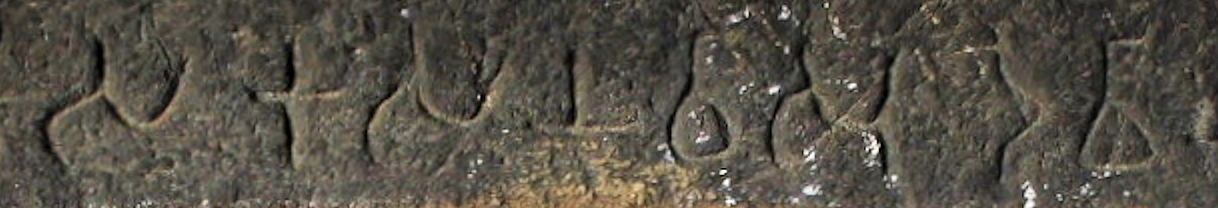
나네가트 동굴 비문에 있는 삼카사나(𑀲𑀁𑀓𑀲𑀦)와 바수데바 (𑀯𑀸𑀲𑀼𑀤𑁂𑀯𑀸)

기원전 1세기로 추정되는 나네가트 비문은 샹카르샤나와 바수데바를 인드라, 수리야, 찬드라, 야마라자, 바루나, 쿠베라와 같은 베다 신들과 함께 언급한다. 이는 베다 전통과 비슈누파 전통 사이의 연결고리를 제공했다. 돌에 새겨져 있고 기원전 1세기로 추정된다는 점에서, 이 비문은 기원전 1천년 후반의 후기 베다 시대 종교 사상과 기원후 1천년 후반으로 추정되는 신뢰할 수 없는 다양한 푸라나와 같은 텍스트에서 발견되는 사상을 연결시킨다. 이 비문은 사타바하나 왕조에 대한 이름과 전성기를 제공하는 신뢰할 수 있는 역사적 기록이다.

## 고순디 비문
바수데바와 상카르샤나는 기원전 1세기 하티바다 고순디 비문에서도 나라야나와 관련되어 언급된다.

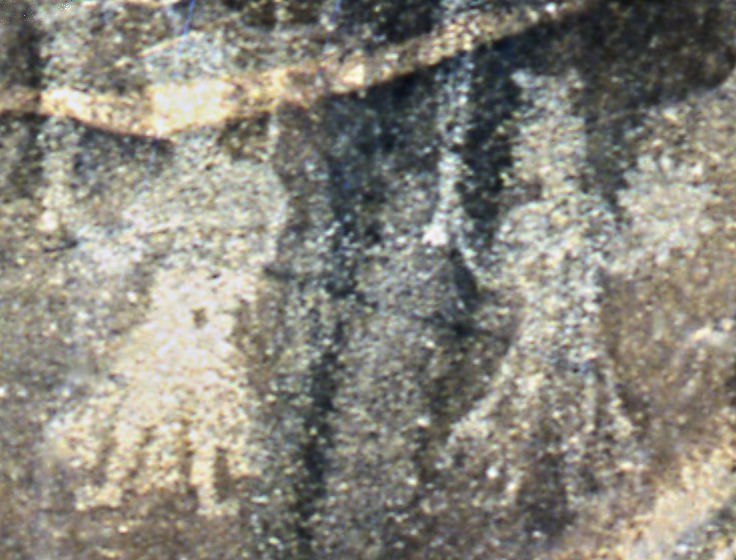
칠라스에 있는 상카르샤나 ((발라)라마)와 크리슈나, 그리고 그들의 속성. 근처의 카로슈티 문자 비문은 라마 [크리]샤라고 읽힌다. 기원후 1세기.

모든 것의 정복되지 않은 주인인 신성한 샹카르샤나-바수데바를 위한 나라야나-바티카(성소)라고 불리는 돌 (대상) 주위의 이 성벽은 가자야나족이자 파라사라고트라족 (여인의) 아들이며 바가바트 (비슈누 또는 삼카르샤나/바수데바)의 신도이며 아슈바메다 희생제를 행한 (왕) 사르바타타에 의해 (만들어졌다).
– 고순디 하티바다 비문, 기원전 1세기

## 칠라스 페트로글리프
아프가니스탄 국경 근처의 파키스탄 북서부에 위치하며 기원후 1세기 전반기로 거슬러 올라가는 칠라스 II 고고학 유적지에는 많은 불교 이미지와 함께 두 남성이 새겨져 있다. 두 남성 중 더 큰 남성은 두 손에 쟁기와 곤봉을 들고 있다. 이 예술 작품에는 카로슈티 문자로 새겨진 비문도 있는데, 학자들은 이를 라마-크리슈나로 해독했으며, 두 형제인 상카르샤나와 크리슈나를 고대적으로 묘사한 것으로 해석한다.

## 인도-스키타이 주화의 상카르샤나 (기원전 1세기)

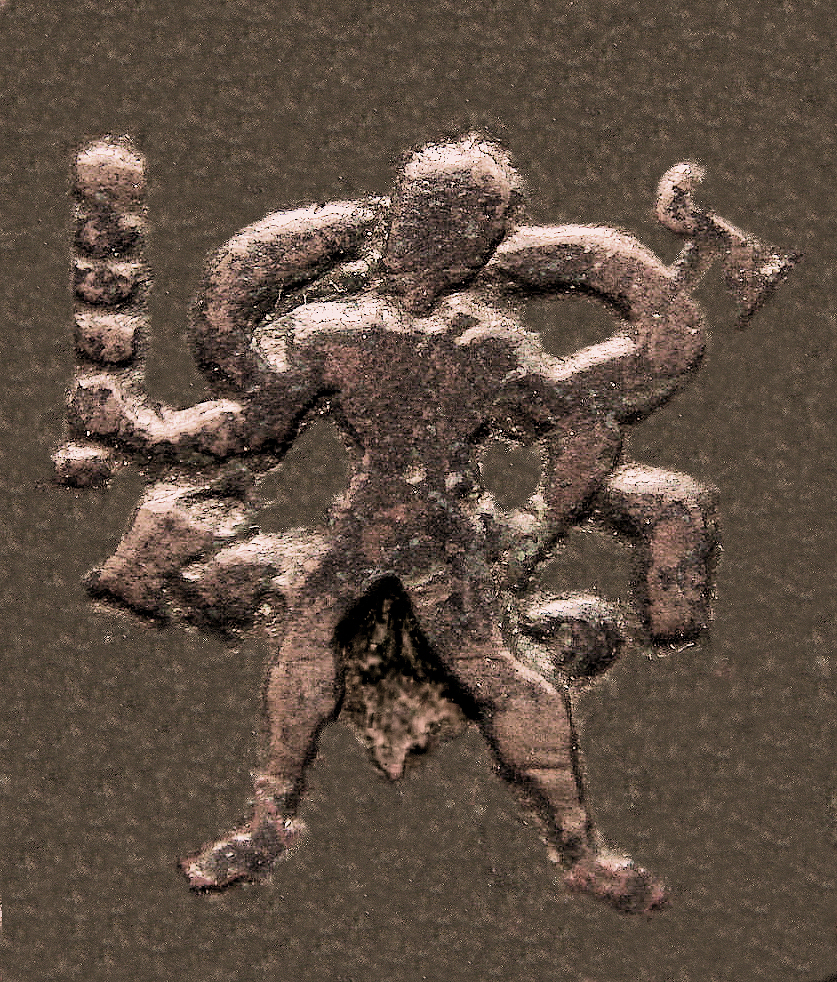
마우에스의 주화(기원전 90-80년)에 새겨진 가다와 쟁기를 들고 펄럭이는 스카프를 두른 채 앞으로 걸어가는 상카르샤나-발라라마.

브리슈니의 연장자이자 바수데바의 중요성이 부각되기 전까지 주요 신이었던 샹카르샤나는 기원전 1세기 인도-스키타이 통치자 마우에스와 아제스 1세의 주화에 나타나는 것으로 알려져 있다. 이 주화들은 그가 곤봉과 쟁기를 들고 있는 모습을 보여준다.

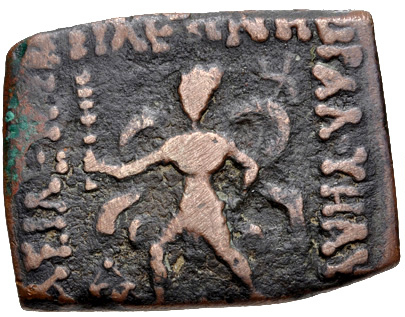
마우에스 주화(기원전 90-80년)의 상카르샤나-발라라마
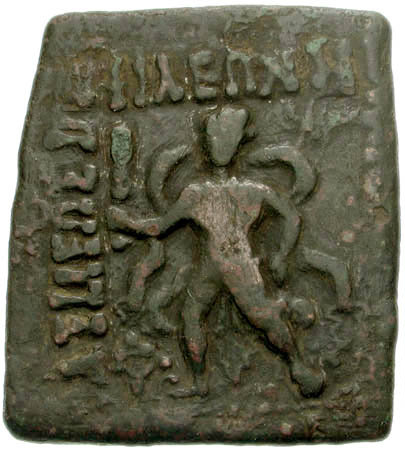
마우에스 주화(기원전 90-80년)의 상카르샤나-발라라마
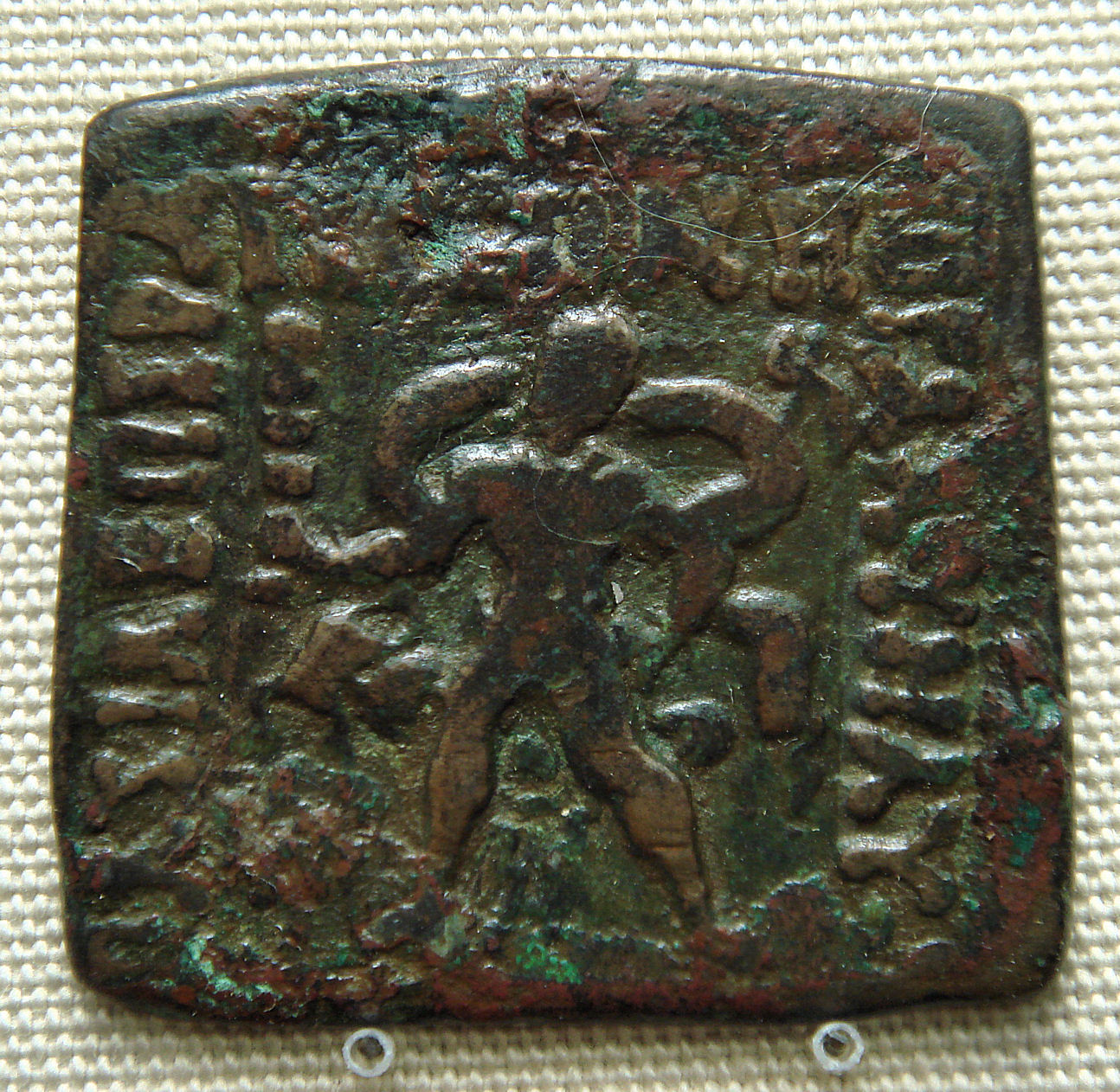
마우에스 주화(기원전 90-80년)의 상카르샤나-발라라마
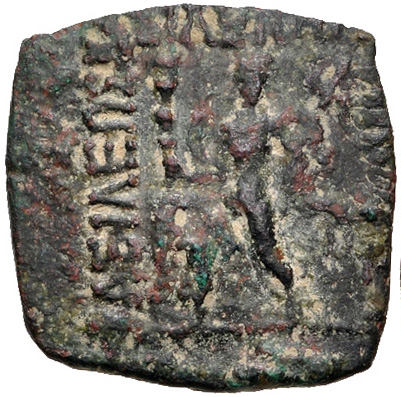
아제스 주화(기원전 58-12년)의 상카르샤나-발라라마

## 기원후 2세기 조각의 상카르샤나
이 시기의 일부 조각들은 아바타라의 개념이 나타나기 시작했음을 시사하는데, 이는 "차투르뷰하" (나라야나의 네 가지 발현)의 이미지가 나타나고 있기 때문이다. 마투라 박물관에 있는 유명한 "차투르비유하" 조각상은 바수데바와 판차라트라 시스템의 브리슈니 씨족의 다른 구성원들인 상카르샤나, 프라듐나, 아니룻다를 한 구성에 보여주려는 시도이며, 삼바는 빠져 있고, 바수데바는 다른 것들이 발현되는 중심 신이다. 부조의 뒷면에는 카담바 나무의 가지가 조각되어 있어 다른 신들과의 관계를 상징적으로 보여준다. 비슈누의 묘사는 화려한 보살상 유형에서 양식적으로 파생되었으며, 풍부한 보석과 화려한 머리장식을 특징으로 한다.

## 콘다모투 부조의 상카르샤나 (기원후 4세기)
상카르샤나는 기원후 4세기경의 안드라프라데시주 군투르구 콘다모투의 부조에 두드러지게 나타나는데, 이 부조는 나라심하 주위에 브리슈니 영웅들이 족보 순서대로 서 있는 모습을 보여준다. 상카르샤나는 상위의 위치인 왼쪽에 서서 가다와 사자 형상이 새겨진 쟁기 날을 들고 있으며, 그 뒤를 이어 바수데바가 한 손은 아바야 무드라를 하고 다른 한 손은 허리에 대고 법라를 들고 있다. 바수데바는 또한 왕관을 쓰고 있어 다른 이들과 구별된다. 그 다음으로 활과 화살을 든 프라듐나, 와인 잔을 든 삼바, 그리고 칼과 방패를 든 아니룻다가 뒤따른다. 그들이 나라심하 주위에 서 있다는 사실은 사트바타 숭배와 브리슈니 숭배의 융합을 시사한다.

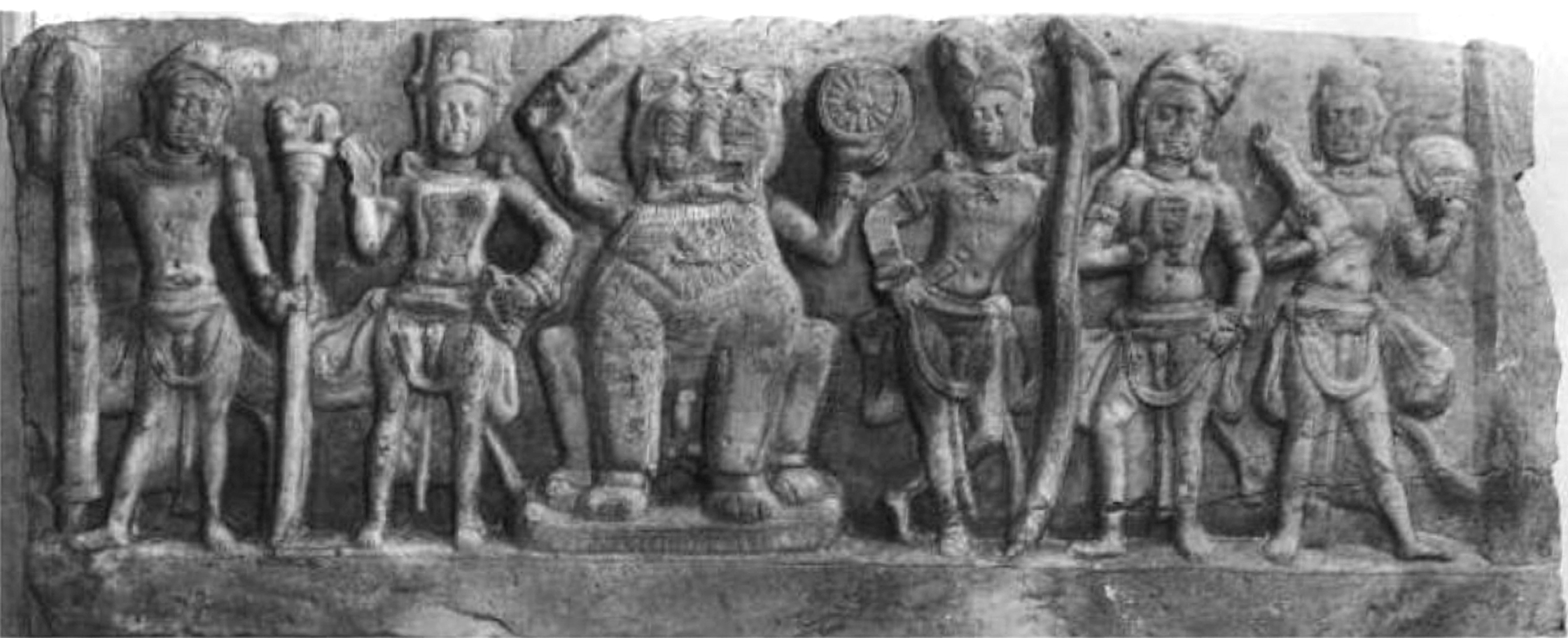
기원후 4세기 콘다모투 브리슈니 영웅 부조, 하이데라바드 주립 박물관. 상카르샤나는 왼쪽에 첫 번째이다.

## 사자 상징

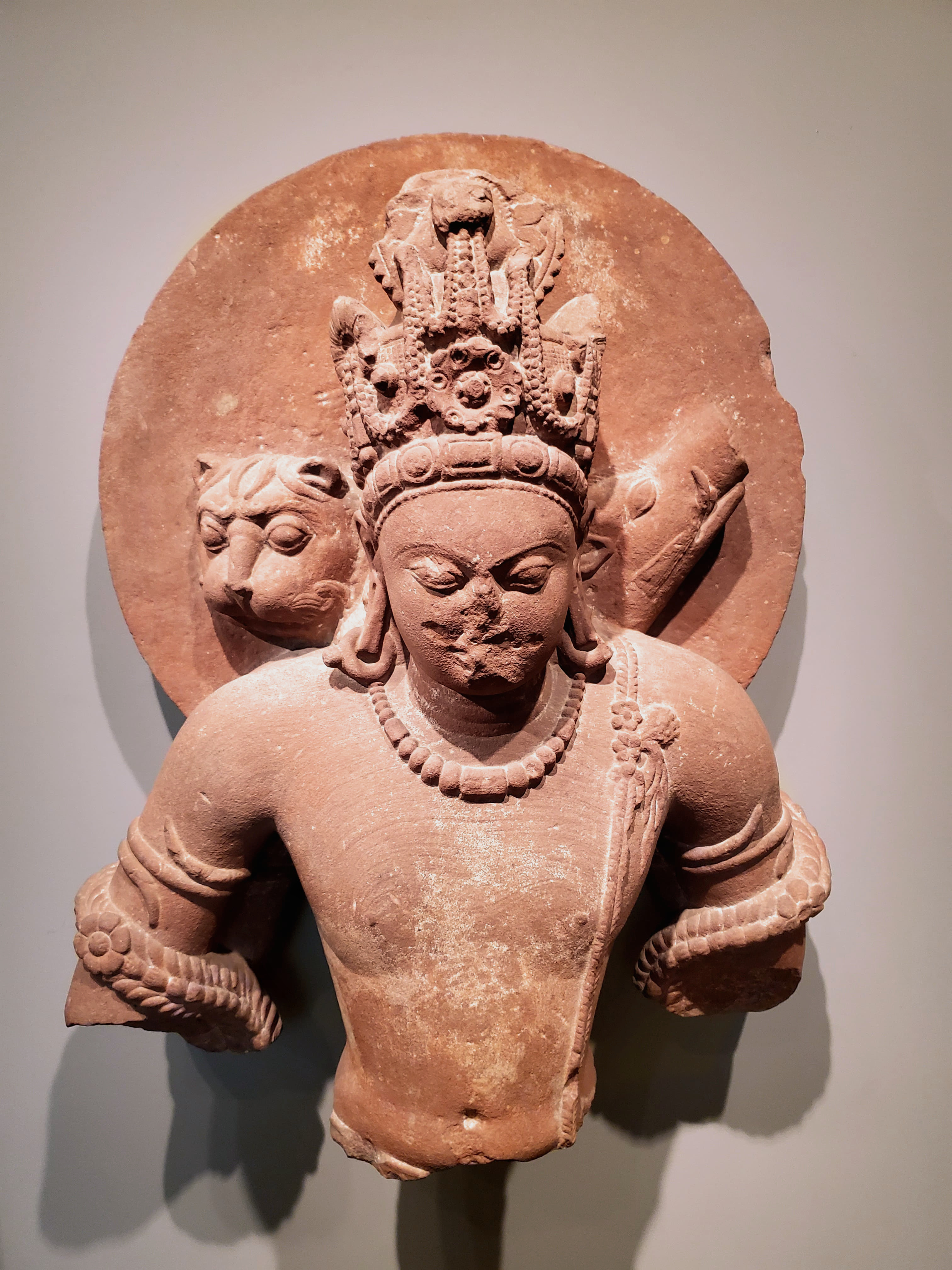
상카르샤나는 사자로, 아니룻다는 멧돼지로 나타나며, 비슈누의 세 가지 주요 발현을 보여주는 이 바이쿤타 차투르무르티 조각상(5세기 중반)은 보스턴 미술관에 소장되어 있다.

비슈누파에서 상카르샤나는 사자와 관련이 있는데, 이는 그의 변형동물형 측면이다. 그는 나라심하로 식별될 수 있다. 상카르샤나는 일부 차투르뷰하 조각상(브히타 조각상)에서 사자로 나타나는데, 그곳에서 그는 바수데바의 조수이며, 바이쿤타 차투르무르티에서는 그의 사자 머리가 비슈누의 머리 옆에서 돌출되어 있다.
상카르샤나는 또한 지식의 특성과 관련이 있다.

## 같이 보기
- 바가바드 기타
- 바가바타 푸라나

## 참고 문헌
- Charles Allen (2017), 〈6〉, 《Coromandel: A Personal History of South India》, Little Brown, ISBN 978-1-4087-0539-1
- Mirashi, Vasudev Vishnu (1981), 《History and Inscriptions of the Satavahanas: The Western Kshatrapas》, Maharashtra State Board for Literature and Culture
- Fortson, Benjamin W. IV (2004). 《Indo-European Language and Culture》. Blackwell Publishing. ISBN 1-4051-0316-7.
- Hastings, James Rodney (2003). 《Encyclopedia of Religion and Ethics》 4. John A Selbie 2판. Edinburgh: Kessinger Publishing, LLC. 476쪽. ISBN 0-7661-3673-6. 2008년 5월 3일에 확인함. The encyclopedia will contain articles on all the religions of the world and on all the great systems of ethics. It will aim at containing articles on every religious belief or custom, and on every ethical movement, every philosophical idea, every moral practice.
- Hein, Norvin (1986). 《A Revolution in Kṛṣṇaism: The Cult of Gopāla: History of Religions, Vol. 25, No. 4 (May, 1986), pp. 296-317》. 《History of Religions》 25. 296–317쪽. doi:10.1086/463051. JSTOR 1062622. S2CID 162049250.
- SINGER, Milton (1900). 《Krishna Myths Rites & Attitudes》. UNIVERSITY OF CHICAGO. ISBN 0-313-22822-1.
- Delmonico, N. (2004). 《The History Of Indic Monotheism And Modern Chaitanya Vaishnavism》. 《The Hare Krishna Movement: The Postcharismatic Fate of a Religious Transplant》 (Columbia University Press). ISBN 978-0-231-12256-6. 2008년 4월 12일에 확인함.
- Mahony, W.K. (1987). 《Perspectives on Krsna's Various Personalities》. 《History of Religions》 26. 333–335쪽. doi:10.1086/463085. JSTOR 198702. S2CID 164194548.
- BHATTACHARYA, Gouriswar: Vanamala of Vasudeva-Krsna-Visnu and Sankarsana-Balarama. In: Vanamala. Festschrift A.J. Gail. Serta Adalberto Joanni Gail LXV. diem natalem celebranti ab amicis collegis discipulis dedicata. Gerd J.R. Mevissen et Klaus Bruhn redigerunt. Berlin 2006; pp. 9–20.
- COUTURE, André: The emergence of a group of four characters (Vasudeva, Samkarsana, Pradyumna, and Aniruddha) in the Harivamsa: points for consideration. Journal of Indian Philosophy 34,6 (2006) 571–585.